# Võ Thị Kim Phụng
Võ Thị Kim Phụng est une joueuse d'échecs vietnamienne née le 8 juin 1993 à Hué et grand maître international féminin depuis 2017.
Au 1er décembre 2017, elle est la deuxième joueuse vietnamienne et la 82e joueuse mondiale avec un classement Elo de 2 380 points.

## Biographie et carrière
Championne d'Asie junior (moins de 20 ans) en 2010 et 2013, elle a remporté le championnat d'Asie en 2017.
Elle a également remporté le tournoi zonal féminin 2017 de la zone 3.3 (Viêtnam, Philippines, Singapour, Indonésie et Malaisie) qualificatif pour le championnat du monde d'échecs féminin de novembre 2018. Lors du tournoi, elle est éliminée au premier tour par la Géorgienne Bela Khotenashvili.
Lors de l'open FIDE du tournoi d'échecs de Londres (Chess Classic) de 2017, elle marqua 6,5 points sur 9 pour une dixième place ex æquo sur 287 joueurs.

## Compétitions par équipe
Võ Thị Kim Phụng  a représenté le Viêt Nam lors des championnats du monde par équipes de 2009 et 2017.